# 3D Dot Game Heroes
3D Dot Game Heroes (3Dドットゲームヒーローズ) est un jeu vidéo d'action-aventure sorti en 2009 en exclusivité sur PlayStation 3. Il est développé par Silicon Studio et est édité au Japon par From Software ; puis en Amérique du Nord en 2010 par Atlus et enfin en Europe par SouthPeak Games.

## Système de jeu
3D Dot Game Heroes est un jeu vidéo d'action-aventure et de rôle.

### Modes de jeu
Hormis la campagne solo, 3D Dot Game Heroes comporte aussi deux autres modes de jeu.
Lorsque le joueur termine une première fois le jeu, le mode FROM (équivalent à un New Game +) est accessible. Dans celui-ci, la difficulté générale est revue à la hausse avec des ennemis plus forts, de par leurs résistances et leurs forces accrues. Le joueur est également susceptible de rencontrer des ennemis « rares » dès le début du jeu, tandis que les modifications effectuées sur les épées lors de la précédente partie sont conservées.
Le mode de jeu Spelunker (en référence à un ancien jeu éponyme de From Software) se débloque soit en terminant la quête d'un PNJ nommé Spelunker durant une partie en mode FROM. Soit en donnant ce même nom à l'avatar du joueur lors d'une nouvelle partie. Ce mode permet d'incarner un héros sensiblement plus faible. Un seul coup adverse suffit à perdre la partie. Par ailleurs, les objets qui permettent de subir moins de dégâts n'ont forcément aucun effet.

### Éditeur de personnage
Le jeu inclut un éditeur complet permettant de créer son propre avatar à base de cubes colorés afin de l'utiliser dans le jeu. Le jeu fournit néanmoins une base comprenant plusieurs dizaines de personnages, allant du prince à la princesse en passant par des dragons, magiciens, vieillards, et autre stéréotype des jeux de rôle, à noter que ces personnages sont également modifiables. De plus, le joueur peut changer de personnage à chaque fois qu'il charge sa partie.

## Développement
3D Dot Game Heroes est développé par le studio japonais Silicon Studio.

## Accueil

### Critiques
3D Dot Game Heroes est assez bien accueilli par la critique spécialisée. Si certains journalistes émettent une réserve sur le jeu, d'autres sont complètement conquis, si bien que le jeu reçoit des avis très variés.

### Ventes
Selon le site web VG Chartz, 3D Dot Game Heroes s'est écoulé à environ 570 000 exemplaires dans le monde depuis sa parution. Malgré sa sortie initiale au Japon, le jeu s'est vendu à environ 30 000 copies. D'après le magazine Famitsu, 17 300 jeux se sont vendus au Japon à la fin de l'année 2009, ce qui en fait le 463e jeu le plus vendu de l'année dans cette région.
Toujours selon VG Chartz, la sortie du jeu vidéo dès 2010 en Amérique du Nord permet la vente de plus de 360 000 autres copies tandis que le jeu s'est soldé à environ 120 000 unités en Europe. Atlus affirme que 3D Dot Game Heroes s'est écoulé à 160 000 exemplaires en octobre 2010 en Amérique du Nord, soit six fois plus que les prévisions de l'éditeur.